# Dimorphocalyx luzoniensis
Dimorphocalyx luzoniensis är en törelväxtart som beskrevs av Elmer Drew Merrill. Dimorphocalyx luzoniensis ingår i släktet Dimorphocalyx och familjen törelväxter.

## Underarter
Arten delas in i följande underarter:
- D. l. luzoniensis
- D. l. trichocarpus